# Трипл-дабл
Трипл-дабл (англ. Triple-double) — так у баскетболі називають досягнення гравця, що має за гру двозначний загальний результат в трьох з основних статистичних показників. Основні статистичні показники — очки, підбирання, результативні передачі, перехоплення, блокшоти. Найчастіше трипл-дабл має вигляд "очки+підбирання+результативні передачі", хоча інколи трапляються й інші його види. 